# Hideo Hashimoto
Hideo Hashimoto (橋本 英郎 Hashimoto Hideo?, Abeno-ku, Osaka, Osaka, 21 de mayo de 1979) es un futbolista japonés que se desempeña como mediocentro defensivo en el FC Imabari.

## Clubes
Actualizado al último partido jugado el 30 de noviembre de 2016.
| Club                | País  | Año         | Partidos (Liga) | Goles (Liga) |
| ------------------- | ----- | ----------- | --------------- | ------------ |
| Gamba Osaka         | Japón | 1998 - 2011 | 287             | 18           |
| Vissel Kobe         | Japón | 2012 - 2015 | 60              | 2            |
| Cerezo Osaka        | Japón | 2015        | 17              | 0            |
| Cerezo Osaka Sub-23 | Japón | 2016        | 13              | 1            |
| AC Nagano Parceiro  | Japón | 2016        | 13              | 0            |

## Palmarés

### Campeonatos nacionales
| Título               | Club        | País  | Año  |
| -------------------- | ----------- | ----- | ---- |
| J. League Division 1 | Gamba Osaka | Japón | 2005 |
| Copa J. League       | Gamba Osaka | Japón | 2007 |
| Supercopa de Japón   | Gamba Osaka | Japón | 2007 |
| Copa del Emperador   | Gamba Osaka | Japón | 2008 |
| Copa del Emperador   | Gamba Osaka | Japón | 2009 |

### Copas internacionales
| Título                            | Club        | País  | Año  |
| --------------------------------- | ----------- | ----- | ---- |
| Campeonato Pan-Pacífico de Clubes | Gamba Osaka | Japón | 2008 |
| Liga de Campeones de la AFC       | Gamba Osaka | Japón | 2008 |